# Pendulo Studios, S.L.
Pendulo Studios, S.L. es una empresa española desarrolladora de videojuegos, fundamentalmente pertenecientes al género de la aventura gráfica.

## Historia
Fundada en 1994, son los desarrolladores del primer título de tal género desarrollado en España, Igor: Objetivo Uikokahonia (1994). Su gran despegue se produjo, sobre todo, con su siguiente título, Hollywood Monsters (1997). Otros títulos incluyen la saga formada por Runaway: A Road Adventure (2001), Runaway 2: El Sueño de la Tortuga (2007) y Runaway 3: A Twist of Fate (2009), la secuela de Hollywood Monsters, Hollywood Monsters 2, conocida internacionalmente como The Next Big Thing (2011) y New York Crimes, conocido internacionalmente como Yesterday (2012). En España, la editora habitual de Pendulo ha sido siempre FX Interactive excepto en el caso de Runaway 3.
Otro lanzamiento destacado de la compañía es el pack de la trilogía Runaway, recopilación que fue puesta a la venta en España el mismo día de la salida de Runaway 3, e incluye las tres aventuras completas. Los lanzamientos de la saga Runaway se caracterizan por ser muy completos, ya la segunda parte incluía la primera entrega de regalo más un cuaderno de arte con dibujos y bocetos del juego, y el reciente A Twist of Fate incluye en España un libro de arte que especifica las múltiples referencias del juego al cine, literatura, etc., además de otros datos y bocetos del juego. El 22 de abril de 2010 se lanzó Runaway 3: A Twist of Fate para Nintendo DS.
Tras haber sido siempre una compañía de videojuegos para PC, con Hollywood Monsters 2 lanzaron una versión específica para macOS y con New York Crimes lanzaron una versión para iPad (que mantuvo el nombre original: Yesterday). 
Con New York Crimes, Pendulo recibió numerosas críticas positivas por el cambio a temáticas más adultas y el uso de una nueva estética visual y algunas negativas relativas a la corta duración de la aventura. El juego recibió cuatro premios en los V premios nacionales de la industria del videojuego: Mejor juego del año, mejor juego de PC, mejor dirección artística y mejor música original.
En julio de 2012, Pendulo lanzó una petición de micromecenazgo a través de GamesPlanet Lab, tratando de reunir 300.000 € para desarrollar su siguiente aventura Day One. En los dos primeros días lograron reunir unos 18.000 €. Lamentablemente el proyecto se ha desechado, debido a que solo se recaudó un escaso 12% de la financiación necesaria. La propia compañía ha declarado "No cancelamos el proyecto, solo lo guardamos en un cajón con la intención de retomarla más adelante".
A finales de 2012, la compañía lanzaba Hidden Runaway, una aventura repleta de puzles, minijuegos y objetos ocultos que retoman la historia de Brian y Gina unos años después del final de Runaway 3. Esta aventura es exclusiva para dispositivos iPhone e iPad.

## Lanzamientos
- 2023 - Tintin reporter: Cigars of the Pharaoh
- 2021 - Alfred Hitchcock - Vertigo
- 2019 - Blacksad: Under the Skin, basado en la serie de novelas gráficas Blacksad
- 2016 - Yesterday Origins
- 2012 - Hidden Runaway
- 2012 - New York Crimes
- 2011 - Hollywood Monsters 2
- 2009 - Runaway 3: A Twist of Fate
- 2006 - Runaway 2: The Dream of the Turtle
- 2001 - Runaway: A Road Adventure
- 1997 - Hollywood Monsters
- 1994 - Igor: Objetivo Uikokahonia